# Dale Baer
Pour les articles homonymes, voir Baer.
Dale Baer, né le 15 juin 1950 à Denver et mort le 15 janvier 2021 à Irvine, est un dessinateur et animateur américain surtout connu pour son travail au sein des studios Disney et des publicités

## Biographie
Dale Baer est né le 15 juin 1950.
Après une formation à la Chouinard Film Institute, il commence sa carrière chez Disney en 1971.
Il débute ainsi sa carrière en travaillant sur Robin des Bois (1973) et Les Aventures de Bernard et Bianca (1977), dans lequel il anime les personnages de Bernard et Bianca.
En 1977, il quitte les studios Disney durant la production de Peter et Elliott le dragon (1977 pour travailler en indépendant pour d'autres studios d'animation et contribue notamment à l'animation du film Le Seigneur des anneaux (1978) de Ralph Bakshi.
En parallèle, il prête main-forte à Disney sur des films comme Le Noël de Mickey, Taram et le Chaudron magique et Basil, détective privé avant de fonder son propre studio à l'œuvre pour Qui veut la peau de Roger Rabbit et Tom et Jerry le film.
En 1998, il retourne à plein temps chez Disney et signe l'animation des personnages Yzma dans Kuzco, l'empereur mégalo (2000), Ray dans La Princesse et la Grenouille (2009) et Maître Hibou dans Winnie l'ourson (2011).
Il meurt le 15 janvier 2021, des suites de la maladie de Charcot.

## Filmographie
- 1973 : Robin des Bois, animateur personnage
- 1974 : Journey Back to Oz, layout
- 1974 : Winnie l'ourson et le Tigre fou, animation
- 1977 : Les Aventures de Winnie l'ourson, animation
- 1977 : Les Aventures de Bernard et Bianca, animation (Bernard et Bianca)
- 1977 : Peter et Elliott le dragon, animation (non crédité)
- 1978 : Le Seigneur des anneaux, animateur clé
- 1979 : You're the Greatest, Charlie Brown, animation
- 1980 : She's a Good Skate, Charlie Brown, animation
- 1980 : Bon Voyage, Charlie Brown (and Don't Come Back!!), animation
- 1980 : Life Is a Circus, Charlie Brown, animation
- 1981 : It's Magic, Charlie Brown, animation
- 1981 : No Man's Valley, animation
- 1982 : Aladdin, conception personnage
- 1983 : Le Noël de Mickey, animation
- 1985 : Taram et le Chaudron magique, animation
- 1987 : Les Schtroumpfs, responsable scénario
- 1988 : Qui veut la peau de Roger Rabbit, supervision de l'animation
- 1989 : Bobo Bidon, animation
- 1990 : Le Prince et le Pauvre, supervision de l'animation
- 1991 : Homère le roi des cabots, supervision de l'animation
- 1992 : Tom et Jerry, le film, supervision de l'animation
- 1994 : Le Roi lion, animation personnage (Simba)
- 1998 : Excalibur, l'épée magique, animation
- 1999 : Tarzan, animation additionnelle
- 1999 : Le Roi et moi, artiste storyboard
- 2000 : Kuzco, l'empereur mégalo, animation personnage (Yzma)
- 2002 : La Planète au trésor, un nouvel univers, animation personnage (Doctor Doppler)
- 2004 : La ferme se rebelle, animation personnage (Alameda Slim et Junior)
- 2005 : The Zit, animation
- 2005 : Chicken Little, animation
- 2007 : Bienvenue chez les Robinson, animation personnage (Wilbur)
- 2007 : Comment brancher son home cinéma, animation
- 2007 : La Princesse et la Grenouille, animation personnage (Ray)
- 2011 : La Ballade de Nessie, supervision de l'animation
- 2011 : Winnie l'Ourson, animation personnage (Owl)